# Gmina Tolkmicko
Die Gmina Tolkmicko [tɔlkˈmitskɔ] ist eine Stadt-und-Land-Gemeinde im Powiat Elbląski der Woiwodschaft Ermland-Masuren in Polen. Ihr Sitz ist die gleichnamige Stadt (deutsch Tolkemit) mit etwa 2700 Einwohnern.

## Geographie

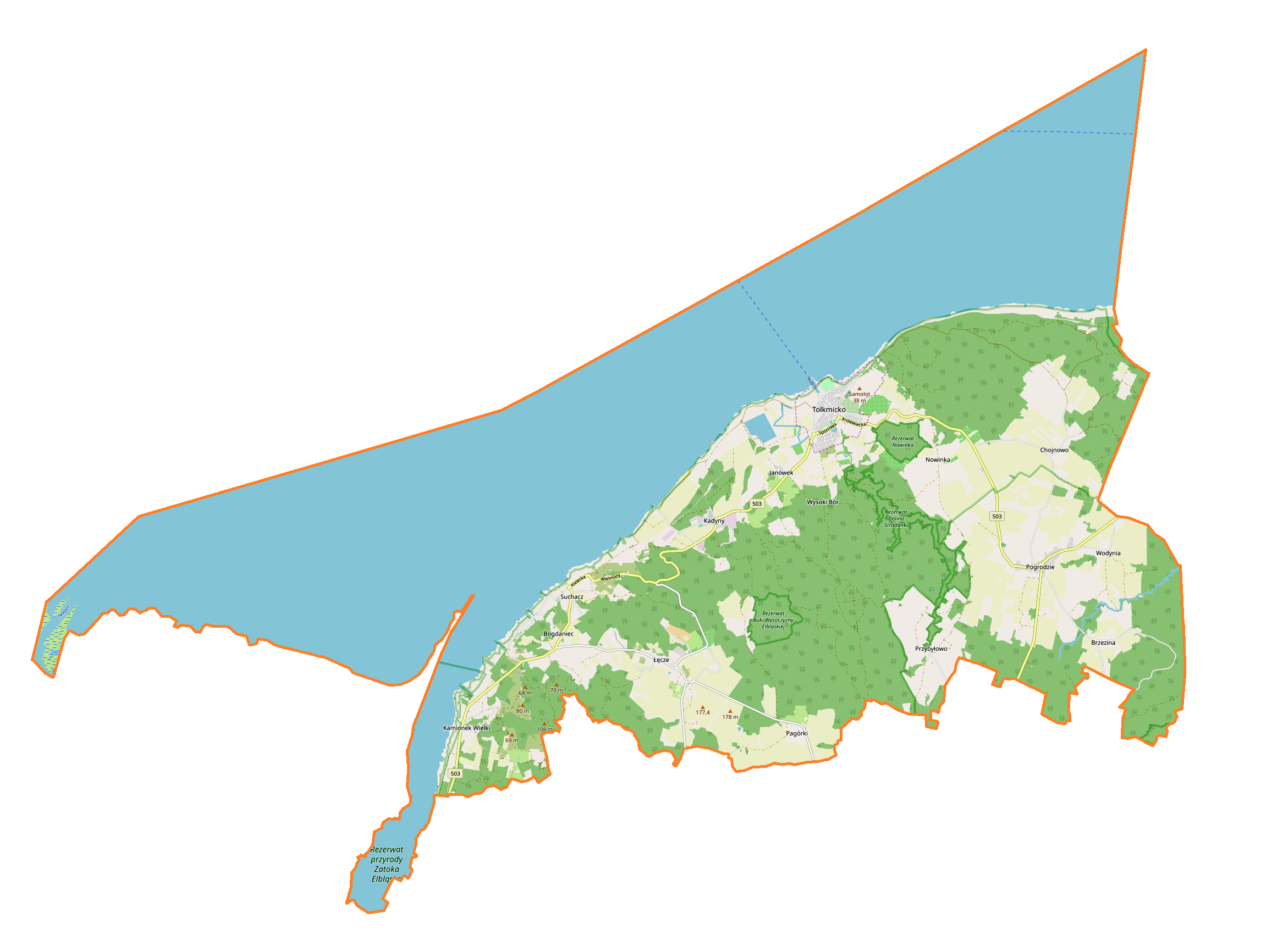
Karte der Gemeinde

Die Gemeinde liegt im Nordwesten der Woiwodschaft und grenzt an die Woiwodschaft Pommern. Nachbargemeinden sind die Städte Elbląg und Krynica Morska sowie die Landgemeinden Elbląg, Frombork, Milejewo, Młynary und Sztutowo.
Die Gemeinde hat eine Fläche von 225,3 km², die zu 20 Prozent land- und zu 25 Prozent forstwirtschaftlich genutzt wird. Etwa die Hälfte ihres Gebiets ist Wasserfläche und gehört zum Frischen Haff.

## Geschichte
Nach einer Auflösung in Gromadas wurde die Landgemeinde 1973 wieder gebildet. Stadt- und Landgemeinde wurden 1990/1991 zur Stadt-und-Land-Gemeinde zusammengelegt. Ihr Gebiet gehörte von 1945 bis 1975 zur Woiwodschaft Danzig und anschließend bis 1998 zur Woiwodschaft Elbląg, der Powiat wurde in dieser Zeit aufgelöst.
Zum 1. Januar 1999 kam die Gemeinde zur Woiwodschaft Ermland-Masuren und wieder zum Powiat Elbląski.

## Gliederung
Zur Stadt-und-Land-Gemeinde (gmina miejsko-wiejska) Tolkmicko gehören die Stadt selbst und zehn Dörfer (deutsche Namen amtlich bis 1945) mit Schulzenämtern (sołectwa):
- Brzezina (Birkau)
- Chojnowo (Konradswalde)
- Kadyny (Kadinen)
- Kamionek Wielki (Groß Steinort)
- Łęcze (Lenzen)
- Nowinka (Neuendorf)
- Pagórki (Rehberg)
- Pogrodzie (Neukirchhöhe)
- Przybyłowo (Dünhöfen)
- Suchacz (Succase)

Kleinere Dörfer, Orte und Weiler sind diesen Schulzenämtern zugeordnet:
- Biała Leśniczówka, zu Kadyny
- Bogdaniec, zu Suchacz
- Janówek (Hansdorf), zu Kadyny
- Kikoły (Kickelhof), zu Kadyny
- Nadbrzeże (Reimannsfelde), zu Suchacz
- Ostrogóra (Scharffenberg), zu Łęcze
- Pęklewo (Panklau), zu Suchacz
- Połoniny, zu Suchacz
- Rangóry, zu Kamionek Wielki
- Święty Kamień (Wiek), zu Chojnowo
- Wodynia (Klakendorf), zu Pogrodzie
- Wysoki Bór (Hohenwalde), zu Kadyny

Przylesie (Louisenthal) ist heute ein Ortsteil von Chojnowo.

## Verkehr
Hauptort und Gemeinde liegen an der Woiwodschaftsstraße DW503.
Der nächste internationale Flughafen ist Danzig.